# Saint-Martin-d’Estréaux
Saint-Martin-d’Estréaux – miejscowość i gmina we Francji, w regionie Owernia-Rodan-Alpy, w departamencie Loara.
Według danych na rok 1990 gminę zamieszkiwało 1090 osób, a gęstość zaludnienia wynosiła 37 osób/km² (wśród 2880 gmin regionu Rodan-Alpy Saint-Martin-d’Estréaux plasuje się na 731. miejscu pod względem liczby ludności, natomiast pod względem powierzchni na miejscu 230.).
Znajdują się tu dwa zabytki o znaczeniu krajowym:
- Zamek Chateaumorand
- pomnik poległych